# Joan (auteur)
Joan (né Joan Spiess en 1963) est un auteur de bande dessinée français.
Il est surtout connu pour le personnage de la Petite Lucie, qu'il crée en 1987 dans son fanzine Cartoonoïde et qu'il anime dans des pages de jeux de l'hebdomadaire belge Spirou depuis 1994. En 1997-1998, il dessine également y la série humoristique Tête de veau et vinaigrette écrite par Ptiluc.
Joan a par ailleurs réalisé de nombreux albums sur des thèmes variés.

## Publications

### Albums
- La Petite Lucie en Turquie, Stakhano, 1989[3].
- Retour de manivelle, avec Harty, Rackham, 1990  (ISBN 287827010X).
- La Petite Lucie, auto-édition, 1991[3].
- La Petite Lucie, Stakhano, 3 vol., 1992-1994ref name=lucie />.
- La Petite Lucie : Premier Round, La Sirène, 1993  (ISBN 2840450372).
- Fahrenheit 452, avec Ptiluc, Stakhano, 1994  (ISBN 3893112855).
- Le Squat illustré de A à Z, avec Harty, La Sirène, 1995  (ISBN 2840451549). Texte illustré.
- Attitude, avec Harty, Vents d'Ouest, coll. « Rictus » :

1. Clope attitude, 1999  (ISBN 2869678576).
2. Techno attitude, 2000  (ISBN 2869678800).
3. Bio attitude, 2001  (ISBN 2869679610).

- Frigo..., avec Ptiluc, Les Humanoïdes associés :

1. Tête de veau et vinaigrette, 2000  (ISBN 2731614056).
2. Régime de terreur !, 2001  (ISBN 2731614307).

- Accros de... (dessin), avec Harty (scénario) et Ptiluc (couleurs), Albin Michel :

1. Accros de reggae, 2003[4].
2. Accros de rap, 2003.
3. Accros de métal, 2005.
4. Accros de techno, 2005.

- La Petite Lucie, Albin Michel, 3 vol., 2003-2004[3].
- L'Astrovérité, Drugstore, 12 vol., 2006-2010[5].
- Lucie in the Skeud, 12bis, 2011,  (ISBN 9782356483560). Dessins humoristiques sur pochettes de disque.